# 李宇超
李宇超（1906年—1968年1月11日），男，山东诸城人，中华人民共和国政治人物，曾任山东省人民委员会副省长，中共中央华东局副秘书长兼机关党委书记。